# Manuela Mourão
Manuela Mourão (Lisboa, 29 de Setembro de 1948 - Lisboa, 7 de Novembro de 2001) foi uma poetisa portuguesa.
Aos 13 anos escreve o romance juvenil “A Aventura do Capitão Aôut”, a sua única experiência em prosa, e inicia a escrita de poesia. Em meados dos anos 70 organiza um conjunto de poemas intitulando-o “Flores de Maio”. Em 1981, adicionando novos poemas, publica “Morrem Flores Dentro de Mim”. Em 2001 organiza duas versões do conjunto de poemas escritos nas duas últimas décadas, uma denominada “Mais Perto do Céu” e outra, “Mar da Costa”, a qual publica nesse mesmo ano.